# Przemysł al II-lea
Przemysł al II-lea - în poloneză: Przemysł -  (n. 14 octombrie 1257, Poznań, Polonia – d. 8 februarie 1296, Rogoźno, voievodatul Polonia Mare, Polonia), aparținând Dinastiei Piast, a fost Duce de Poznań, al Poloniei Mari, Cracovia și Pomerelia, și apoi Rege al Poloniei din 1295 până sfârșitul vieții. După o lungă perioadă de cârmuire ca „Mari Duci” ai Poloniei, el a fost primul care a reușit să obțină titlul ereditar de Rege și rangul de Regat al Poloniei.
Przemysł a fost fiul lui Przemysł I al Poloniei Mari și a soției sale Elisabeta, fiica Ducelui Henric al II-lea cel Pios de Silezia.
Înainte de 1277 el a devenit Duce de Poznań, iar după moartea unchiului său, Boleslav cel Pios, în 1279, a devenit Ducele întregului teritoriul al Poloniei Mari. Przemysł a avut o întâlnire secretă și potrivit Tratatului lui Kępno (1282), el a fost co-guvernator cu Mestwin al II-lea, Duce de Pomerelia sau Pomerania de Est. În 1283 în orașul unde cei doi s-au întâlnit, Kępno a primit drepturile orașului de la Przemysł sub numele de Langenfort sau Vort. În 1294 Przemysł a devenit succesorul regiunii Gdańsk. În 1287, această alianță a fost extinsă până la Ducele Boleslav al IV-lea din Pomerania de Vest.
Potrivit testamentului lui Henric al IV-lea cel Pios, Premysl a moștenit în 1290 provinciile Cracovia și Sandomierz (ambele au fost numite Polonia Mică), însă le-a cedat curând regelui Venceslau al II-lea al Boemiei. Deoarece era cel mai puternic duce polonez, Premysl a primit însemnele regale din Cracovia și a obținut sprijinul clerului pentru unificarea Poloniei, fiind încoronat Rege al Poloniei în 1295, de Arhiepiscopul de Gniezno, Jakub Świnka, împreună cu alți cinci episcopi.
În 1296 el a fost răpit de principele elector din Brandenburg, cu ajutorul familiilor nobile poloneze Nałęcz și Zaremba, și a fost ucis pe 8 februarie la Rogoźno de Jakub Kaszuba. Guvernarea sa ca rege a fost scurtă, dar țara sa a reînviat și a supraviețuit în următorii 500 de ani.
Conform cronicilor medievale, Premysl și-a ucis prima soție, Ludgarda, pentru că nu-i dăruise copii. Ludgarda a prevăzut intențiile lui, l-a rugat să-i cruțe viața și să o trimită în exil, dar el a refuzat. Se spune că Ludgarda a murit strangulată.

## Biografie
- Milliman, Paul (2013). ‘The Slippery Memory of Men’: The Place of Pomerania in the Medieval Kingdom of Poland. Brill. p. 105.